# Henry Lejeune Vincent
Henry Joseph Dieudonné Lejeune Vincent (Dison, 19 juni 1828 – Andrimont, 23 februari 1907) was een Belgisch senator.

## Levensloop
Henry Lejeune Vincent was een zoon van Jean Lejeune Vincent, lakenfabrikant en burgemeester van Dison, en van Marie Debar. Hij trouwde met Pelagie Hotermans en met Emma Robert.
Zoals zijn vader was hij lakenfabrikant en verver in Dison.
Hij werd in 1893 liberaal senator voor het arrondissement Verviers, tot in 1898. Van 1898 tot 1905 was hij provinciaal senator voor de provincie Luik. 
Hij was ook gemeenteraadslid van Dison (1857-1895) en provincieraadslid (1861-1876).
Hij was vrijmetselaar in de loge Le Travail in Brussel.